# サン＝ポール (レユニオン)
サン＝ポール （Saint-Paul）は、マダガスカルの東にあるフランスの海外領土、レユニオンのコミューン。同島の北西部にある。

## 概要

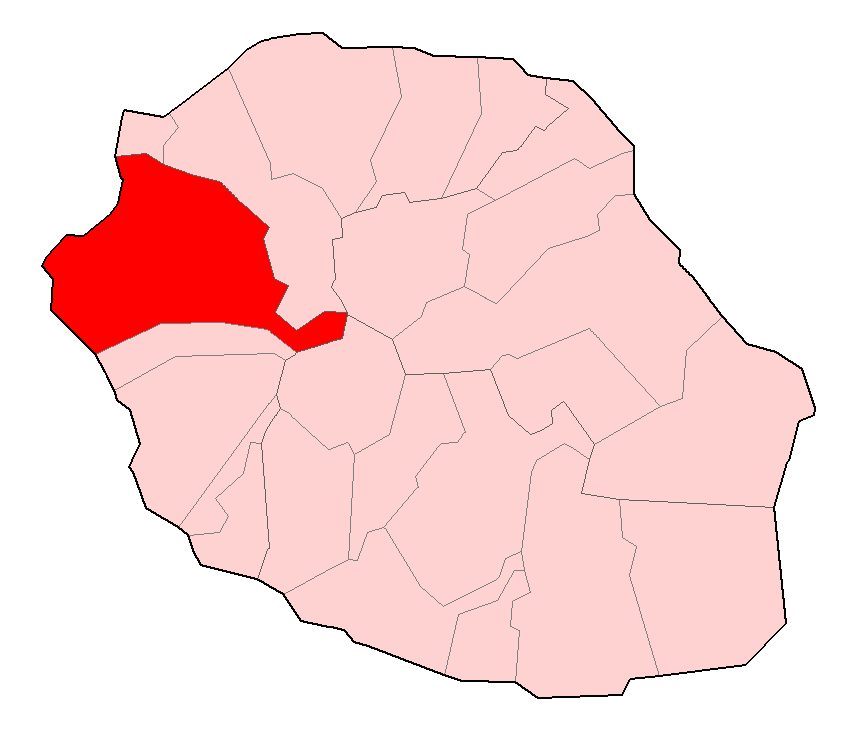
レユニオン島内での位置

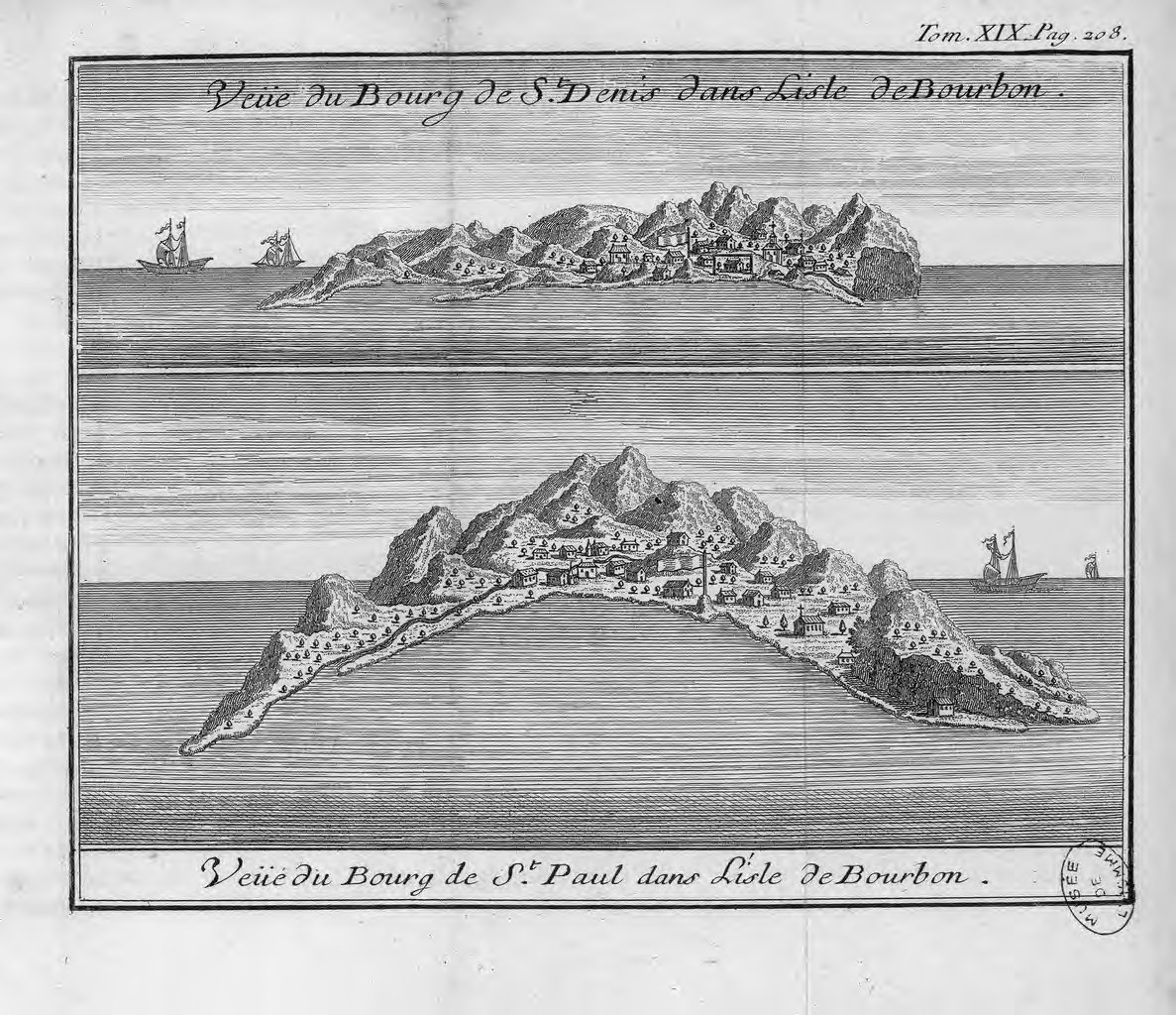
18世紀に描かれたサン＝ポール

島内で最も暑い土地とみなされている。熱帯性乾燥気候で、降雨は年間平均40日のみで渇水に悩まされる。サン＝ポールが沖積平野に所在し、沿海部では地下から海水が侵入しているため、サン＝ポールの内陸側にはラムサール条約登録地である汽水湖のサン＝ポール池がある。池には多くの種類のマスカリン諸島の絶滅危惧種が生息しており、同地域のササゴイ、バンなどの水鳥の主要な生息地でもある。
フランスによる第二次マスカリン諸島遠征の際、1642年6月29日にフランス軍がブルボン島（アンシャン・レジーム時代のレユニオン島の名）に上陸した最初の土地である。1663年11月10日、サン＝シャルトル号がサン＝ポール港に停泊して以降、フランス植民地およびフランス領インド洋最初の海軍基地となった。島最古のコミューンで、1738年に首都がサン＝ドニに移されるまで中心地であった。
1809年9月にサン＝ポールはイギリス海軍に征服されたがすぐに解放されている。

## 出身者
- ルコント・ド・リール